# Sound Pellegrino
Sound Pellegrino est un label indépendant français de house music, basé à Paris.

## Histoire
Sound Pellegrino est fondé en 2009 par la Sound Pellegrino Thermal Team, composée d'Orgasmic et de Teki Latex qui en sont les directeurs artistiques, et dirigé par Emile Shahidi. Il est à l'origine un sous-label d'Institubes, puis devient indépendant à la fermeture de ce dernier en 2011,.
Le Sound Pellegrino Podcast est l'émission hebdomadaire du label de 2011 à 2014, présentant en avant-première la musique du label et d'un large éventail d'artistes de club et d'electronica. Après une pause de 5 ans, le dernier épisode (103) du podcast est publié en 2019.
La grande majorité des sorties du label sont des EP sous forme numérique. En 2013, le label sort une compilation fêtant ces 5 ans d'existence,,. En 2019, il sort une nouvelle compilation pour fêter ses dix années d'existence.

## Discographie

### EP
| Année | Mois      | Artiste                       | Titre                                       |
| ----- | --------- | ----------------------------- | ------------------------------------------- |
| 2009  | février   | Zombie Disco Squad            | Esperanto / Eurovision                      |
| 2009  | avril     | Douster                       | For Weirdos Only / Freak Mode               |
| 2009  | mai       | Harvard Bass                  | Caked / 81                                  |
| 2009  | juin      | Renaissance Man               | What Is Guru / Aloha                        |
| 2009  | août      | Momma's Boy                   | Wedouwedou / Give It up                     |
| 2009  | septembre | Gucci Vump                    | Sha! Still! / The Boogieman / Casablanco    |
| 2009  | octobre   | L-Vis 1990                    | Compass / Zahonda                           |
| 2009  | novembre  | Solo                          | Minimood / Rawmania                         |
| 2009  | décembre  | Nouveau Yorican               | Boriqua                                     |
| 2010  | février   | Bart B More                   | Romane                                      |
| 2010  | avril     | Teki Latex                    | Answers / Dinosaurs With Guns / I Was Sober |
| 2010  | juin      | Para One                      | Kiwi / Toadstool                            |
| 2010  | octobre   | Teki Latex                    | Dinosaurs With Guns Remixes                 |
| 2010  | décembre  | Panteros666                   | Kegstand / X Lova / Horreo                  |
| 2011  | février   | Savage Skulls                 | Caravan / Watching You                      |
| 2011  | mars      | High Powered Boys             | Udon / Work                                 |
| 2011  | mai       | Style Of Eye                  | Wet / Dry                                   |
| 2011  | juillet   | Sound Pellegrino Thermal Team | Bassface / Pretty Pretty Good               |
| 2011  | août      | Sound Pellegrino Thermal Team | Bassface Remixes                            |
| 2011  | août      | TWR72                         | Paradox EP                                  |
| 2011  | octobre   | Noob                          | Spell EP                                    |
| 2011  | novembre  | Matthias Zimmermann           | Isla Dub EP                                 |
| 2012  | février   | Maelstrom                     | USSR EP                                     |
| 2012  | avril     | Sound Pellegrino Thermal Team | Strange Touch (My House) / Ice Palace       |
| 2012  | mai       | Aero Manyelo                  | Home EP                                     |
| 2012  | juin      | Teeth                         | Meme Is The New Riddim                      |
| 2012  | juillet   | Matthias Zimmermann           | Bastian                                     |
| 2012  | octobre   | Sound Pellegrino Thermal Team | Activate / I Be                             |
| 2012  | novembre  | Matthias Zimmermann           | Botanica Dub EP                             |
| 2013  | juin      | Crystal                       | Get It EP                                   |
| 2013  | octobre   | Eero Johannes                 | Real Virtuality EP                          |
| 2014  | avril     | Joe Howe                      | Exep                                        |
| 2014  | mai       | Track ID                      | Session 1                                   |
| 2014  | septembre | Matthias Zimmermann           | Momentum Series, pt I                       |
| 2014  | décembre  | Koyote                        | Let Me Tell You What I've Got               |
| 2015  | avril     | Doline                        | Elusive                                     |
| 2015  | novembre  | Matthias Zimmermann           | Momentum Series, pt II                      |
| 2016  | avril     | Matthias Zimmermann           | Andeo                                       |
| 2016  | mai       | Matthias Zimmermann           | Martin                                      |
| 2016  | juin      | Loom                          | Burnt Glass EP                              |
| 2017  | mars      | Matthias Zimmermann           | Lia EP                                      |

### Séries crossover
Série de EP réunissant deux artistes pour une collaboration inédite.
| Année | Mois     | Artiste               | Titre                 |
| ----- | -------- | --------------------- | --------------------- |
| 2011  | octobre  | Bok Bok & Tom Trago   | Night Voyage Tool Kit |
| 2011  | décembre | Joakim & Bambounou    | Fructose EP           |
| 2012  | août     | Surkin & Todd Edwards | I Want You Back       |

### Compilations
| Année | Mois    | Titre                                        |
| ----- | ------- | -------------------------------------------- |
| 2010  | avril   | One To Ten                                   |
| 2010  | août    | Straight From The Spring                     |
| 2011  | mars    | Les Jeunes Années (若かりし日々)             |
| 2013  | juin    | SND.PE vol.01                                |
| 2014  | janvier | SND.PE vol.02 : Crossover Series             |
| 2014  | juin    | SND.PE vol.03 : Raw Club Material            |
| 2014  | août    | Sound Pellegrino x Wasabeat                  |
| 2015  | janvier | SND.PE vol.04: Melodic Mechanisms            |
| 2016  | janvier | SND.PE vol.05 Mixed By Teki Latex & Orgasmic |

### Albums
| Année | Mois | Artiste             | Titre |
| ----- | ---- | ------------------- | ----- |
| 2016  | Juin | Matthias Zimmermann | S/T   |

### Expect No Less
Sous-label sous la direction artistique d'Orgasmic et dont les sorties sont exclusivement en vinyle.
| Année | Mois  | Artiste   | Titre   |
| ----- | ----- | --------- | ------- |
| 2013  | avril | Inconnu   | XPNL001 |
| 2014  | avril | Deke Soto | XPNL002 |